# 西田正治
西田 正治（にしだ せいじ、1957年〈昭和32年〉3月13日 - ）は、日本の政治家。福岡県筑後市長（2期）。

## 来歴
1975年（昭和50年）3月、福岡県立八女工業高等学校卒業。同年10月、筑後市役所の水道局に入庁。2010年（平成22年）1月、建設経済部長に就任。2017年（平成29年）4月、筑後市副市長に就任。同年9月、副市長を辞職。
同年11月12日告示、11月19日投開票の筑後市長選挙に無投票で初当選した。12月3日、市長に就任。
2021年11月に行われた市長選で、自民党推薦の宇野晶を破り再選。